# Suniel Shetty
Suniel Shetty (Mulki, 1 augustus 1961) is een Indiaas acteur die voornamelijk in Hindi films speelt.

## Biografie
Shetty, die de zwarte band heeft in Kickboksen, maakte zijn debuut in 1992 met de actiefilm Balwaan, hij was in grotendeels van zijn films in de jaren '90 als actieheld te zien. Na 2000 nam hij diversere rollen aan.
Suniel Shetty is de vader van actrice Athiya Shetty en acteur Ahan Shetty. Tevens is hij eigenaar van filmproductie bedrijf  Popcorn Motion Pictures, luxe meubelzaak R House, restaurant Little Italy en bar H20 in Mumbai.

## Filmografie

### Films
| Jaar | Film                              | Rol                          | Opmerking                    |
| ---- | --------------------------------- | ---------------------------- | ---------------------------- |
| 1992 | Balwaan                           | Arjun Singh                  |                              |
| 1993 | Waqt Hamara Hai                   | Sunil Chaudhary              |                              |
| 1993 | Pehchaan                          | Kunal Verma                  |                              |
| 1994 | Dilwale                           | Vikram Singh                 |                              |
| 1994 | Anth                              | Vijay Saxena                 |                              |
| 1994 | Mohra                             | Vishal Agnihotri             |                              |
| 1994 | Gopi Kishan                       | Gopi / Kishan                |                              |
| 1994 | Hum Hain Bemisaal                 | Michael                      |                              |
| 1995 | Surakshaa                         | Raja                         |                              |
| 1995 | Raghuveer                         | Raghuveer Verma              |                              |
| 1995 | Gaddaar                           | Sunny                        |                              |
| 1995 | Takkar                            | Ravi Malhotra                |                              |
| 1996 | Ek Tha Raja                       | Jay                          |                              |
| 1996 | Vishwasghaat                      | Avinash                      |                              |
| 1996 | Krishna                           | Krishna / Sunil              |                              |
| 1996 | Shastra                           | Vijay                        |                              |
| 1996 | Sapoot                            | Raj Singhania                |                              |
| 1996 | Rakshak                           | Raj Sinha                    |                              |
| 1997 | Border                            | Bhairon Singh                |                              |
| 1997 | Prithvi                           | Prithvi                      |                              |
| 1997 | Judge Mujrim                      | Sunil/ Dhaga                 |                              |
| 1997 | Bhai                              | Kundan                       |                              |
| 1997 | Dhaal                             | Suraj                        |                              |
| 1997 | Qahar                             | Amar Kapoor                  |                              |
| 1998 | Vinashak – Destroyer              | Arjun Singh                  |                              |
| 1998 | Aakrosh                           | Dev Malhotra                 |                              |
| 1998 | Humse Badhkar Kaun                | Bhola/ Suraj                 |                              |
| 1998 | Sar Utha Ke Jiyo                  | commando Khan                | gastoptreden                 |
| 1999 | Hu Tu Tu                          | Aditya                       |                              |
| 1999 | Bade Dilwala                      | Ram Prasad                   |                              |
| 1999 | Kaala Samrajya                    | Arjun                        |                              |
| 2000 | Krodh                             | Karan                        |                              |
| 2000 | Hera Pheri                        | Shyam                        |                              |
| 2000 | Refugee                           | Mohammad Ashraf              |                              |
| 2000 | Jungle                            | Shivraj                      |                              |
| 2000 | Dhadkan                           | Dev                          |                              |
| 2000 | Aaghaaz                           | Govind Narang                |                              |
| 2001 | Kuch Khatti Kuch Meethi           | Sameer                       |                              |
| 2001 | Officer                           | Sagar Chauhan                |                              |
| 2001 | Kakkakuyil                        | Kunjunni                     | Malayalam film, gastoptreden |
| 2001 | Ek Rishtaa                        | Sunil                        | gastoptreden                 |
| 2001 | Pyaar Ishq Aur Mohabbat           | Yash Sabharwal               |                              |
| 2001 | Ittefaq                           | Shiva                        |                              |
| 2001 | 12B                               | R. Aravind                   | Tamil film                   |
| 2001 | Yeh Teraa Ghar Yeh Meraa Ghar     | Dayashankar Manorilal Pandey |                              |
| 2001 | Ehsaas: The Feeling               | Ravi                         |                              |
| 2002 | Awara Paagal Deewana              | Yeda Anna                    |                              |
| 2002 | Jaani Dushman: Ek Anokhi Kahani   | Vijay                        |                              |
| 2002 | Annarth                           | Jimmy/ Jai                   |                              |
| 2002 | Karz: The Burden of Truth         | Raja                         |                              |
| 2002 | Maseeha                           | Krishna                      |                              |
| 2002 | Kaante                            | Marc Issak                   |                              |
| 2002 | Chalo Ishq Ladaaye                |                              | gastoptreden                 |
| 2003 | Baaz: A Bird in Danger            | Harshvardhan                 |                              |
| 2003 | Khanjar: The Knife                | Raja                         |                              |
| 2003 | Qayamat: City Under Threat        | Akram Sheikh                 |                              |
| 2003 | Khel – No Ordinary Game           | Dev Mallya                   | ook producent                |
| 2003 | LOC Kargil                        | Sanjay Kumar                 |                              |
| 2004 | Rudraksh                          | Bhuria                       |                              |
| 2004 | Main Hoon Na                      | Raghavan                     |                              |
| 2004 | Lakeer – Forbidden Lines          | Sanju                        |                              |
| 2004 | Aan: Men at Work                  | Appa Kadam Naik              |                              |
| 2004 | Kyun! Ho Gaya Na...               | Ishaan                       |                              |
| 2004 | Rakht                             | Mohit                        | ook producent                |
| 2004 | Ek Se Badhkar Ek                  | Rahul Bhagwat                |                              |
| 2004 | Hulchul                           | Veer                         |                              |
| 2005 | Page 3                            |                              | gastoptreden                 |
| 2005 | Padmashree Laloo Prasad Yadav     | Laloo                        |                              |
| 2005 | Blackmail                         | Abhay Singh Rathod           |                              |
| 2005 | Tango Charlie                     | Shezad Khan                  |                              |
| 2005 | Paheli                            | Sunderlal                    | gastoptreden                 |
| 2005 | Dus                               | Dan                          |                              |
| 2005 | Chocolate: Deep Dark Secrets      | Rocker                       |                              |
| 2005 | Kyon Ki                           | Karan                        | gastoptreden                 |
| 2005 | Deewane Huye Paagal               | Sanju                        |                              |
| 2005 | Home Delivery                     |                              | gastoptreden                 |
| 2006 | Fight Club – Members Only         | Anna                         |                              |
| 2006 | Shaadi Se Pehle                   | Anna                         |                              |
| 2006 | Darna Zaroori Hai                 | Vishwas Talegaonkar          |                              |
| 2006 | Chup Chup Ke                      | Mangal Singh Chauhan         |                              |
| 2006 | Phir Hera Pheri                   | Shyam                        |                              |
| 2006 | Aap Ki Khatir                     | Kunal                        |                              |
| 2006 | Umrao Jaan                        | Faiz Ali                     |                              |
| 2006 | Apna Sapna Money Money            | Namdev Mane                  |                              |
| 2007 | Don't Stop Dreaming               | Dave                         | Engelse film                 |
| 2007 | Shootout at Lokhandwala           | Kaviraj Patil                |                              |
| 2007 | Cash                              | Angad                        |                              |
| 2007 | Om Shanti Om                      |                              | nummer "Deewangi Deewangi"   |
| 2007 | Dus Kahaniyaan                    | Nawab                        | verhaal Rise & Fall          |
| 2007 | Welcome                           |                              | gastoptreden                 |
| 2008 | One Two Three                     | Laxmi Narayan                |                              |
| 2008 | Mr. Black Mr. White               | Gopi                         |                              |
| 2008 | Mission Istaanbul                 | Owais Hussain                | ook producent                |
| 2008 | Mukhbiir                          | Rehman                       |                              |
| 2009 | Daddy Cool                        | Steven                       |                              |
| 2009 | De Dana Dan                       | Ram Mishra                   |                              |
| 2010 | Tum Milo Toh Sahi                 | Amit Nagpal                  |                              |
| 2010 | Red Alert: The War Within         | Narasimha                    |                              |
| 2010 | Barood (The Fire) A Love Story    | Shakti                       |                              |
| 2010 | No Problem                        | Marcos                       |                              |
| 2011 | Thank You                         | Yogi                         |                              |
| 2011 | Raada Rox                         | zichzelf                     | Marathi film, gastoptreden   |
| 2011 | Loot                              | aannemer                     | ook producent                |
| 2011 | Chirayu                           | zichzelf                     | gastoptreden                 |
| 2012 | Mere Dost Picture Abhi Baki Hai   | Amar Joshi                   |                              |
| 2012 | Delhi Safari                      | Sultan de luipaard           | Stemacteur animatiefilm      |
| 2013 | Enemmy                            | Eklavya Karmarkar/ Bhau      |                              |
| 2013 | Kalimannu                         |                              | Malayalam film, gastoptreden |
| 2014 | Jai Ho                            | Arjun Kaul                   | gastoptreden                 |
| 2014 | Koyelaanchal                      | Nisheeth Kumar               |                              |
| 2014 | Desi Kattey                       | Suryakant Rathore            |                              |
| 2014 | The Shaukeens                     |                              | gastoptreden                 |
| 2015 | Do Chehre                         | Ajay/ Babu                   |                              |
| 2017 | A Gentleman                       | Kolonel Vijay Kumar Saxena   |                              |
| 2018 | Welcome to New York               |                              | gastoptreden                 |
| 2018 | Aa Bb Kk                          | Bappa                        | Marathi film                 |
| 2019 | Khandaani Shafakhana              |                              | nummer "Sheher Ki Ladki"     |
| 2019 | Pailwaan                          | Sarkar                       | Kannada film                 |
| 2020 | Darbar                            | Hari Chopra                  | Tamil film                   |
| 2021 | Mumbai Saga                       | Sada Anna                    | gastoptreden                 |
| 2021 | Mosagallu                         | Kumar                        | Telugu film                  |
| 2021 | Marakkar: Lion of the Arabian Sea | Chandroth Panicker           | Malayalam film               |
| 2022 | Ghani                             | Vijender Sinha               | Telugu film                  |
| 2023 | Operation Fryday                  | Sada Nair                    |                              |
| 2024 | Ruslaan                           | Shinoy                       | gastoptreden                 |
| 2025 | Nadaaniyan                        | Rajat Jaisingh               |                              |
| 2025 | Kesari Veer                       | Vegdaji                      |                              |

### Webseries
| Jaar       | Serie        | Rol            | Platform      |
| ---------- | ------------ | -------------- | ------------- |
| 2022-heden | Dharavi Bank | Thalaivan      | MX Player     |
| 2023       | Hunter       | Vikram Chauhan | Amazon miniTV |